# Kvalifikace na Mistrovství Evropy ve fotbale 1992 – skupina 3
Zápasy 3. kvalifikační skupiny na Mistrovství Evropy ve fotbale 1992 se konaly v období od 12. září 1990 do 21. prosince 1991. Z pěti účastníků si postup na závěrečný turnaj zajistil pouze vítěz skupiny.

## Tabulka
| Tým           | B  | Z | V | R | P | VG | IG |
| ------------- | -- | - | - | - | - | -- | -- |
| Sovětský svaz | 13 | 8 | 5 | 3 | 0 | 13 | 2  |
| Itálie        | 10 | 8 | 3 | 4 | 1 | 12 | 5  |
| Norsko        | 9  | 8 | 3 | 3 | 2 | 9  | 5  |
| Maďarsko      | 8  | 8 | 2 | 4 | 2 | 10 | 9  |
| Kypr          | 0  | 8 | 0 | 0 | 8 | 2  | 25 |

## Zápasy
| 12. září 1990 19:00 GMT+4   |        |        |                                                                  |
| Sovětský svaz               | 2 – 0  | Norsko | Lužniki, Moskva diváci: 23,000 rozhodčí: Hubert Forstinger (AUT) |
| Kančelskis 22' Kuzněcov 60' | Report |        | Lužniki, Moskva diváci: 23,000 rozhodčí: Hubert Forstinger (AUT) |

| 10. října 1990 19:00 SEČ |        |          |                                                                   |
| Norsko                   | 0 – 0  | Maďarsko | Brann Stadion, Bergen diváci: 6,304 rozhodčí: John Spillane (IRL) |
|                          | Report |          | Brann Stadion, Bergen diváci: 6,304 rozhodčí: John Spillane (IRL) |

| 17. října 1990 19:00 SEČ |        |                   |                                                                 |
| Maďarsko                 | 1 – 1  | Itálie            | Népstadion, Budapešť diváci: 25,000 rozhodčí: Bo Karlsson (SWE) |
| Disztl 16'               | Report | Baggio 54' (pen.) | Népstadion, Budapešť diváci: 25,000 rozhodčí: Bo Karlsson (SWE) |

| 31. října 1990 18:00 SEČ                       |        |                              |                                                                     |
| Maďarsko                                       | 4 – 2  | Kypr                         | Népstadion, Budapešť diváci: 3,000 rozhodčí: Plarent Kotherja (ALB) |
| Lörincz 1', 19' Kiprich 20' (pen.), 67' (pen.) | Report | Xiourouppas 13' Tsolakis 89' | Népstadion, Budapešť diváci: 3,000 rozhodčí: Plarent Kotherja (ALB) |

| 3. listopadu 1990 14:30 SEČ |        |               |                                                                           |
| Itálie                      | 0 – 0  | Sovětský svaz | Stadio Olimpico, Řím diváci: 52,500 rozhodčí: Marcel Van Langenhove (BEL) |
|                             | Report |               | Stadio Olimpico, Řím diváci: 52,500 rozhodčí: Marcel Van Langenhove (BEL) |

| 14. listopadu 1990 19:00 GMT+2 |        |                                       |                                                                       |
| Kypr                           | 0 – 3  | Norsko                                | Makario Stadium, Nikósie diváci: 3,000 rozhodčí: Zoran Petrović (YUG) |
|                                | Report | Sørloth 39' Bohinen 50' Brandhaug 64' | Makario Stadium, Nikósie diváci: 3,000 rozhodčí: Zoran Petrović (YUG) |

| 22. prosince 1990 15:00 GMT+2 |        |                                             |                                                                    |
| Kypr                          | 0 – 4  | Itálie                                      | Tsirion Stadium, Lemesos diváci: 10,000 rozhodčí: Ivan Gregr (TCH) |
|                               | Report | Vierchowod 15' Serena 22', 50' Lombardo 44' | Tsirion Stadium, Lemesos diváci: 10,000 rozhodčí: Ivan Gregr (TCH) |

| 3. dubna 1991 15:00 GMT+3 |        |                       |                                                                     |
| Kypr                      | 0 – 2  | Maďarsko              | Tsirion Stadium, Lemesos diváci: 3,000 rozhodčí: Gerhard Kapl (AUT) |
|                           | Report | Mónos 15' Kiprich 40' | Tsirion Stadium, Lemesos diváci: 3,000 rozhodčí: Gerhard Kapl (AUT) |

| 17. dubna 1991 19:00 SELČ |        |                   |                                                                      |
| Maďarsko                  | 0 – 1  | Sovětský svaz     | Népstadion, Budapešť diváci: 40,000 rozhodčí: Aron Schmidhuber (FRG) |
|                           | Report | Michajličenko 30' | Népstadion, Budapešť diváci: 40,000 rozhodčí: Aron Schmidhuber (FRG) |

| 1. května 1991 19:00 SELČ                  |        |      |                                                                |
| Norsko                                     | 3 – 0  | Kypr | Ullevaal Stadion, Oslo diváci: 7,800 rozhodčí: Kaj Natri (FIN) |
| Lydersen 49' (pen.) Dahlum 65' Sørloth 90' | Report |      | Ullevaal Stadion, Oslo diváci: 7,800 rozhodčí: Kaj Natri (FIN) |

| 1. května 1991 20:15 SELČ   |        |                   |                                                                      |
| Itálie                      | 3 – 1  | Maďarsko          | Stadio Arechi, Salerno diváci: 45,000 rozhodčí: Joseph Worrall (ENG) |
| Donadoni 4', 16' Vialli 56' | Report | Bognar 65' (pen.) | Stadio Arechi, Salerno diváci: 45,000 rozhodčí: Joseph Worrall (ENG) |

| 29. května 1991 19:00 GMT+3                               |        |      |                                                                    |
| Sovětský svaz                                             | 4 – 0  | Kypr | Lužniki, Moskva diváci: 20,000 rozhodčí: Stefan Dan Petrescu (ROU) |
| Mostovoj 10' Michajličenko 51' Kornějev 87' Alejnikov 89' | Report |      | Lužniki, Moskva diváci: 20,000 rozhodčí: Stefan Dan Petrescu (ROU) |

| 5. června 1991 19:00 SELČ |        |               |                                                                          |
| Norsko                    | 2 – 1  | Itálie        | Ullevaal Stadion, Oslo diváci: 27,500 rozhodčí: Mario van der Ende (NED) |
| Dahlum 4' Bohinen 25'     | Report | Schillaci 77' | Ullevaal Stadion, Oslo diváci: 27,500 rozhodčí: Mario van der Ende (NED) |

| 28. srpna 1991 19:00 SELČ |        |               |                                                                   |
| Norsko                    | 0 – 1  | Sovětský svaz | Ullevaal Stadion, Oslo diváci: 25,427 rozhodčí: Howard King (WAL) |
|                           | Report | Mostovoj 74'  | Ullevaal Stadion, Oslo diváci: 25,427 rozhodčí: Howard King (WAL) |

| 25. září 1991 19:00 GMT+3         |        |                  |                                                               |
| Sovětský svaz                     | 2 – 2  | Maďarsko         | Lužniki, Moskva diváci: 50,000 rozhodčí: Zoran Petrović (YUG) |
| Šalimov 37' (pen.) Kančelskis 50' | Report | Kiprich 16', 84' | Lužniki, Moskva diváci: 50,000 rozhodčí: Zoran Petrović (YUG) |

| 12. října 1991 19:00 GMT+2 |        |        |                                                             |
| Sovětský svaz              | 0 – 0  | Itálie | Lužniki, Moskva diváci: 92,000 rozhodčí: Bruno Galler (SUI) |
|                            | Report |        | Lužniki, Moskva diváci: 92,000 rozhodčí: Bruno Galler (SUI) |

| 30. října 1991 20:00 SEČ |        |        |                                                                              |
| Maďarsko                 | 0 – 0  | Norsko | Stadion Rohonci Út, Szombathely diváci: 10,000 rozhodčí: Gérard Biguet (FRA) |
|                          | Report |        | Stadion Rohonci Út, Szombathely diváci: 10,000 rozhodčí: Gérard Biguet (FRA) |

| 13. listopadu 1991 19:15 SEČ |        |              |                                                                                    |
| Itálie                       | 1 – 1  | Norsko       | Stadio Luigi Ferraris, Janov diváci: 30,000 rozhodčí: Karl-Josef Assenmacher (FRG) |
| Rizzitelli 83'               | Report | Jakobsen 60' | Stadio Luigi Ferraris, Janov diváci: 30,000 rozhodčí: Karl-Josef Assenmacher (FRG) |

| 13. listopadu 1991 15:00 GMT+2 |        |                                       |                                                                       |
| Kypr                           | 0 – 3  | Sovětský svaz                         | Tsirion Stadium, Lemesos diváci: 4,000 rozhodčí: Andrew Waddell (SCO) |
|                                | Report | Protasov 26' Juran 78' Kančelskis 81' | Tsirion Stadium, Lemesos diváci: 4,000 rozhodčí: Andrew Waddell (SCO) |

| 21. prosince 1991 14:30 SEČ |        |      |                                                                                   |
| Itálie                      | 2 – 0  | Kypr | Stadio Pino Zaccheria, Foggia diváci: 26,000 rozhodčí: Joaquin Ramos Marcos (ESP) |
| Vialli 28' Baggio 55'       | Report |      | Stadio Pino Zaccheria, Foggia diváci: 26,000 rozhodčí: Joaquin Ramos Marcos (ESP) |